# Raspoutine, l'agonie
Pour les articles homonymes, voir Raspoutine (homonymie) et Agony.
Pour plus de détails, voir Fiche technique et Distribution.
Raspoutine, l'agonie (Агония, Agoniya) est un film soviétique réalisé par Elem Klimov en 1975 et sorti dix ans plus tard.

## Synopsis
Ce film est une série de scènes montrant un grand nombre de personnages représentatifs de la société russe et surtout de proches de la famille impériale russe pendant la guerre de 1914-1918. De nombreuses bandes d’actualités de l’époque s’intercalent entre les séquences mises en scène, dont certaines se déroulent sur les lieux-mêmes où se sont passés les évènements : Peterhof, Petrograd, la forteresse Pierre-et-Paul,… D’autres sont présentées dans des décors dus à la créativité de Chavkat Abdousalamov et de Sergueï Voronkov. Chacune de ces scènes, comme une pièce de puzzle, illustre une composante de l’aristocratie russe en pleine décomposition, qui ne sait plus à qui s’en remettre.
Par exemple :
- À Peterhof, Mikhail Rodzyanko, président de la Douma, présente son rapport au tsar Nicolas II et le met en garde contre Raspoutine.
- Dans le parc d’un château, une conversation entre Ivan Manassevitch-Manouïlov, un journaliste, Ivan Goremykine, président du conseil des ministres, et Anna Vyroubova, proche de la famille impériale, illustre la démarche d’un entrepreneur qui veut profiter de la guerre.
- Au bureau du tsar, Alexeï Andreïevitch Polivanov, ministre de la guerre, Alexis Nikolaïevitch Khvostov, ministre de l’intérieur, et Ivan Logguinovitch Goremykine expriment devant le tsar leurs points de vue contradictoires quant à l’attitude à prendre lors des grèves politiques ou non, de faits de rébellion dans l’armée.
- Dans la chambre du tsarévitch, Alexandra Feodorovna, Nicolas II et Raspoutine avec, dans ses bras, l’unique fils du tsar, Alexis qu’il vient de guérir d’une crise d’hémophilie.
- Dans un cabaret tzigane, on découvre l’interdépendance entre Ignace Manous (ru), un millionnaire, Dmitri Rubinstein (ru), prêteur financier du tsar, le prince Andronnikov, Alexis Khvostov et Raspoutine dans une ambiance de fête bachique.
- Dans un palais, lors d’une réception, Raspoutine agresse la femme d’un colonel. Celui-ci, qui défend énergiquement son épouse, est arrêté.
- À Pétrograd, Nikitina, dame d’honneur et fille du commandant de la forteresse Pierre-et-Paul, contacte Raspoutine pour qu’il intercède en faveur de Boris Stürmer, maître à la cour et membre du conseil d’État pour qu'il devienne président du conseil des ministres.
- Dans un « hangar », le prince Félix Ioussoupov, le comte Felix Soumarokoff-Elston, le grand-duc Dimitri Pavlovitch, le lieutenant Soukhotine (ru) et le docteur Piotr Badmaev envisagent la mort de Raspoutine car le tsar ne jure que par lui.
- Dans sa maison, Raspoutine attire beaucoup de monde, surtout des femmes, certaines de la haute société, comme la princesse Irina Alexandrovna avec lesquelles il a, à l’occasion, des relations charnelles.
- Dans un établissement de bains, au gré des conversations, on comprend que la guerre gêne de riches propriétaires car l’ennemi a envahi leurs terres et certains souhaiteraient que l’offensive se fasse en priorité là où ils ont des propriétés pour les dégager de la présence allemande.
- La chambre de Raspoutine : des religieux orthodoxes — dont le révérend Iakov — s’en prennent physiquement à lui car il ruine le temple de l’orthodoxie russe.
- Au palais impérial, à la tsarine qui se plaint, Nicolas II se fait l’écho de l’état-major, du conseil des ministres qui ne supportent plus que Raspoutine se mêle de tout. Le starets doit quitter la capitale.
- À l’état-major de l’armée, à Mohilev, inspiré par Raspoutine, Nicolas II soumet aux généraux Mikhaïl Vassilievitch Alekseïev, Alexeï Broussilov et Alexei Evert l’idée de déplacer le front.
- Au palais Ioussoupov, le docteur Stanislas Lazovert est associé au complot visant à supprimer Raspoutine.
- Dans la campagne, Raspoutine conduit une « charretée » de femmes qui vont festoyer dans la cour de sa ferme, mais un moujik le traite de voleur et il apprend par Térekhov que l’offensive russe qu’il avait préconisée a été un massacre.
- À la Douma, le hobereau Vladimir Pourichkevitch fait un discours extrêmement violent et sous les applaudissements déclare que des forces obscures à la tête desquelles il y a Raspoutine ont rendu la situation du pays gravissime.
- Dans un bureau, les députés de la Douma, Piotr Balachov (ru) et Vasily Maklakov ne sont pas d’accord sur la manière de se débarrasser de Raspoutine.
- Au palais du prince Ioussoupov, l’assassinat de Raspoutine reconstitué avec beaucoup de détails.

## Fiche technique
- Titre original : Агония
- Titre français : Raspoutine, l'agonie
- Réalisation : Elem Klimov
- Assistant réalisateur : Vladimir Zhelezniakov
- Scénario : Sémion Lounguine, Ilya Noussinov
- Musique : Alfred Schnittke
- Direction musicale : Eri Klas
- Direction artistique : Chavkate Abdoussalamov
- Décors : Chavkate Abdoussalamov, Serguéï Voronkov
- Costumes : Tatiana Vadetskaya
- Maquillage : Vladimir Yakovlev
- Photographie : Léonide Kalachnikov
- Son : Boris Venguérov
- Montage : Valériya Lebova
- Société de production : Studios Mosfilm, Moscou
- Pays de production :  Union soviétique
- Langue originale : russe
- Format : couleur et noir et blanc - 2,35:1 - dolby digital -
- Genre : Historique
- Durée : 143 minutes
- Date de sortie :
  - URSS : 21 juillet 1981[1]

## Distribution
- Piotr Arjanov (ru) : Ivan Goremykine, président du conseil des ministres
- Arkadi Arkadiev (ru) : Mikhaïl Rodzianko, président de la Douma
- Léonide Bronevoï : le journaliste Ivan Manassevitch-Manouïlov
- Mikhaïl Danilov : Le prince Andronnikov, rédacteur en chef du Golos Roussi et surnommé "La punaise" ou "Le mendiant"
- Mikaela Drozdovskaya (ru) : dame à la cour
- Olegar Fedoro (en) : un officier de l'armée
- Alisa Freindlich : Anna Vyroubova, amie de la famille impériale et surnommée "La vache" par les enfants du tsar
- Sergueï Golovanov (ru) : Alexeï Polivanov
- Olga Grigorieva[2] : fol-en-Christ
- Boris Ivanov : Docteur Lazovert
- Youri Katine-Iartsev : le hobereau, député ultra conservateur Vladimir Pourichkevitch
- Panteleïmon Krymov (ru) : le laquais
- Lev Lemke : Natanson, le journaliste
- Velta Line : Alexandra Feodorovna, la tsarine
- Alla Maïkova : Nikitina, dame d'honneur et fille du commandant de la forteresse Pierre et Paul
- Serguéï Moutchénikov : Le Grand-Duc Dimitri Pavlovitch
- Baiten Omarov : Piotr Badmaev, médecin bouriate surnommé "Le moisi" ou "Le hibou"
- Dimitri Orlovski
- Vladimir Ossenev (ru) : Boris Stürmer, maître à la cour et membre du conseil d'état
- Pavel Pankov : Ignace Manous, un millionnaire
- Alexandre Pavlov : Lieutenant Soukhotine
- Nelli Pchennaya (ru) : la baronne
- Alexeï Petrenko : Grigori Efimovitch Raspoutine
- Lioudmila Poliakova
- Vladimir Raïkov (ru) : Alexis Khvostov, ministre de l'intérieur
- Anatoli Ravikovitch : solliciteur
- Anatoli Romachine : Nicolas II, le Tsar
- Boris Romanov : P. Balachov, député de la Douma
- Alexandre Romantsov : le Prince Félix Felixovitch Youssoupoff
- Anatoli Solonitsine : le général, mari de la comtesse
- Anel Soudakevitch : comtesse Golovina
- Mikhaïl Svetine : Térekhov
- Valentina Talyzina : Aglaé
- Gueorgui Teikh (ru) : banquier Rubinstein
- Afanassi Trichkine (ru) : Vasily Maklakov, député de la Douma
- Alekseï Vanine (ru) : professeur particulier
- Zemfira Zhemchouzhnaya

- Aleksandr Kaliaguine : Voix off

## Autour du film
D'après le décorateur, Chavkate Abdoussalamov, une scène n'a pas été retenue. (Extraits de l'interview dans les suppléments du DVD édité par RUSCICO).
Lors de l'enterrement, devaient paraître sur les hauteurs enneigées ceux qui briguaient la place laissée par Raspoutine… toute une faune incroyablement colorée… Pour cette scène j'ai donc habillé une bonne centaine de bonshommes difformes… des nains, des homos… une vision écœurante comme chez Bosch, (Jérôme Bosch)… Ils devaient descendre de la colline. Le long de la crête, il y a les soldats du dispositif de sécurité et la foule rompt le cordon. Ils dévalent la pente dans une vaste coulée de neige. Ils déboulent à l'endroit où la bâche danse dans la tempête. Le Tsar est là avec sa famille et les fossoyeurs martèlent la terre gelée.

## Récompense
- Prix FIPRESCI de la Mostra de Venise